# Embarcador d'Els Estanys-Sant Carles
L'embarcador d'Els Estanys-Sant Carles és un equipament marítim del municipi de Llançà (Alt Empordà) situat a la costa de la urbanització Sant Carles, prop del Port de Llançà, destinat a l'embarcament d'embarcacions. Forma part de la zona de servei de l'Administració portuària de la Generalitat de Catalunya, i està gestionat per l'Ajuntament de Llançà. S'hi desenvolupen usos esportius i activitats aquàtiques de temporada destinats a la ciutadania.
Així, aquesta instal·lació marítima forma part del recorregut de natació en aigües obertes 'Vies Braves' que va fins a la platja de Grifeu. També  té usos d'ensenyament de natació i altres activitats aquàtiques com ara, la navegació a rem amb caiac i el surf de rem.
El 2021 la Generalitat de Catalunya hi va efectuar obres de reparació de l'esvoranc que diversos temporals havien causat a l'escullera.